# Troumassee River
Der Troumassee River ist einer der längsten Flüsse auf der Karibikinsel St. Lucia.

## Geographie
Der Fluss entspringt im Hochland etwa 1,5 km östlich des Mount Gimie im Quilesse Forest Reserve im nordwestlichsten Zipfel des Quarters Micoud, nahe der Grenze zu den Quarters Soufrière und Praslin. Er verläuft eine kurze Strecke nach Osten und biegt dann stärker in südöstliche Richtung um, wo ihm ein ganzer Schwarm von kleinen Bächen von rechts und Süden ihre Wasser zuführen. Er folgt dann der vulkanischen Geographie der Insel und verläuft immer in etwa einem halben Kilometer südlich der Grenze zu Praslin, fließt nördlich in einem breiten Bett um den Ortsteil Ti Rocher (südwestlich von Micoud) herum. Dann bildet er die südliche Siedlungsgrenze des Hauptortes von Micoud und mündet südlich der L'Anse Captain in der Troumassee Bay in den Atlantik. Etwa 600 m nordwestlich der Mündung wird er vom Castries-Vieux Fort-Highway überquert.
Benachbarte Bäche bzw. Flüsse sind der kurze Vollet River im Norden, der kurze Anse Ger River und der Canelles River im Süden. Im Quellgebiet entwässert der Roseau River in etwa 2 km Entfernung nach Norden.